# Juan Pablo Montoya
Juan Pablo Montoya, kolumbijski dirkač, * 20. september 1975, Bogota, Kolumbija.
Montoya je v sezoni 1998 osvojil naslov prvaka v Formuli 3000 in v sezoni 1999 v prvenstvu CART. Uspeh mu je prinesel vstop v Formulo 1, kjer je med sezonama 2001 in 2004 vozil za Williams, ter v sezoni 2005 in prvem delu sezone 2006 za McLaren, po dirki za Veliko nagrado Francije ga je zamenjal Pedro de la Rosa. V sezonah 2002 in 2003 je osvojil tretje mesto v dirkaškem prvenstvu, skupno je osvojil sedem zmag in 30 uvrstitev na stopničke. Po letu 2006 se je vrnil v ameriško serijo NASCAR. Na dirki Indianapolis 500 je zmagal v letih 2000 in 2015. 
Z ženo Connie ima sina Sebastiana (roj. 2005).

## Popolni rezultati serije CART
(legenda)
| Leto | Moštvo  | Šasija  | Motor  | 1       | 2       | 3       | 4     | 5     | 6      | 7      | 8       | 9     | 10      | 11      | 12     | 13      | 14      | 15      | 16    | 17    | 18     | 19      | 20     | Prv | Toč |
| ---- | ------- | ------- | ------ | ------- | ------- | ------- | ----- | ----- | ------ | ------ | ------- | ----- | ------- | ------- | ------ | ------- | ------- | ------- | ----- | ----- | ------ | ------- | ------ | --- | --- |
| 1999 | Ganassi | Reynard | Honda  | MIA 10  | MOT 13  | LBH 1   | NAZ 1 | RIO 1 | GAT 11 | MIL 10 | POR 2   | CLE 1 | ROA 13  | TOR Ret | MIC 2  | DET 17  | MDO 1   | CHI 1   | VAN 1 | LAG 8 | HOU 25 | SUR Ret | FON 4  | 1.  | 212 |
| 2000 | Ganassi | Lola    | Toyota | MIA Ret | LBH Ret | RIO Ret | MOT 7 | NAZ 4 | MIL 1  | DET 18 | POR Ret | CLE 6 | TOR Ret | MIC 1   | CHI 12 | MDO Ret | ROA Ret | VAN Ret | LAG 6 | GAT 1 | HOU 2  | SUR 24  | FON 10 | 9.  | 126 |

## Popolni rezultati Formule 1
(legenda) (odebeljene dirke pomenijo najboljši štartni položaj, poševne pa najhitrejši krog, †-uvrščen kljub odstopu)
| Leto | Moštvo                | Šasija         | Motor                    | 1       | 2       | 3       | 4       | 5       | 6       | 7       | 8       | 9       | 10      | 11    | 12      | 13      | 14      | 15      | 16      | 17    | 18      | 19      | Prv | Toč |
| ---- | --------------------- | -------------- | ------------------------ | ------- | ------- | ------- | ------- | ------- | ------- | ------- | ------- | ------- | ------- | ----- | ------- | ------- | ------- | ------- | ------- | ----- | ------- | ------- | --- | --- |
| 2001 | BMW WilliamsF1 Team   | Williams FW23  | BMW P80 3.0 V10          | AVS Ret | MAL Ret | BRA Ret | SMR Ret | ŠPA 2   | AVT Ret | MON Ret | KAN Ret | EU 2    | FRA Ret | VB 4  | NEM Ret | MAD 8   | BEL Ret | ITA 1   | ZDA Ret | JAP 2 |         |         | 6.  | 31  |
| 2002 | BMW WilliamsF1 Team   | Williams FW24  | BMW P82 3.0 V10          | AVS 2   | MAL 2   | BRA 5   | SMR 4   | ŠPA 2   | AVT 3   | MON Ret | KAN Ret | EU Ret  | VB 3    | FRA 4 | NEM 2   | MAD 11  | BEL 3   | ITA Ret | ZDA 4   | JAP 4 |         |         | 3.  | 50  |
| 2003 | BMW WilliamsF1 Team   | Williams FW25  | BMW P83 3.0 V10          | AVS 2   | MAL 12  | BRA Ret | SMR 7   | ŠPA 4   | AVT Ret | MON 1   | KAN 3   | EU 2    | FRA 2   | VB 2  | NEM 1   | MAD 3   | ITA 2   | ZDA 6   | JAP Ret |       |         |         | 3.  | 82  |
| 2004 | BMW WilliamsF1 Team   | Williams FW26  | BMW P84 3.0 V10          | AVS 5   | MAL 2   | BAH 13  | SMR 3   | ŠPA Ret | MON 4   | EU 8    | KAN DSQ | ZDA DSQ | FRA 8   | VB 5  | NEM 5   | MAD 4   | BEL Ret | ITA 5   | KIT 5   | JAP 7 | BRA 1   |         | 5.  | 58  |
| 2005 | Team McLaren Mercedes | McLaren MP4-20 | Mercedes FO 110R 3.0 V10 | AVS 6   | MAL 4   | BAH     | SMR     | ŠPA 7   | MON 5   | EU 7    | KAN DSQ | ZDA DNS | FRA Ret | VB 1  | NEM 2   | MAD Ret | TUR 3   | ITA 1   | BEL 14  | BRA 1 | JAP Ret | KIT Ret | 4.  | 60  |
| 2006 | Team McLaren Mercedes | McLaren MP4-21 | Mercedes FO 108S 2.4 V8  | BAH 5   | MAL 4   | AVS Ret | SMR 3   | EU Ret  | ŠPA Ret | MON 2   | VB 6    | KAN Ret | ZDA Ret | FRA   | NEM     | MAD     | TUR     | ITA     | KIT     | JAP   | BRA     |         | 8.  | 26  |